# Lil Mama
Lil Mama, pseudonimo di Niatia Jessica Kirkland (New York, 4 ottobre 1989), è una rapper, attrice e ballerina statunitense.
La sua carriera è iniziata nella seconda metà degli anni 2000, raggiungendo un successo enorme con singoli come Shawty Get Loose e remix ufficiali di hit come Girlfriend di Avril Lavigne. Dopo il fortunato debutto musicale, l'artista si è dedicata molto anche alla televisione lavorando come giudice di talent show, protagonista di reality show e attrice. Nella sua carriera ha pubblicato 2 album ed ha partecipato ad oltre 30 programmi televisivi fra reality show, talent show, film televisivi.

## Biografia e carriera

### Infanzia e formazione
Nata in una famiglia molto numerosa i cui i genitori erano rispettivamente una cantante ed un musicista, Natia da bambina ha sofferto la povertà anche a causa della malattia di sua madre, un cancro al seno. Ciononostante, fin da bambina Natia ha espresso se stessa scrivendo poesia e musica e ha avuto la possibilità di prendere lezioni di danza classica, hip-hop, jazz e altri stili di danza. Durante l'adolescenza ha iniziato a mostrare interesse per la cultura rap, diventando presto un'abile freestyler. Dopo aver cercato in ogni modo di aiutare economicamente sua madre facendo lavoretti di ogni tipo fin da piccola e vivendo situazioni non belle a causa della povertà, con un periodo trascorso addirittura come senzatetto, Lil Mama ha visto sua madre morire nel 2007, proprio mentre la sua carriera musicale aveva inizio.

### Carriera musicale
Nel 2007 Lil Mama viene notata dalla Jive Records, etichetta facente parte di Sony Entertainment, che la mette dunque sotto contratto. Il suo lancio ufficiale avviene nel giugno dello stesso anno, quando quasi in contemporanea vengono pubblicati il remix ufficiale di Girlfriend di Avril Lavigne, in cui Lil Mama è presente come featured artist, e il suo singolo di debutto Lip Gloss. Entrambe le canzoni ottengono un successo notevole: il remix di Girlfriend rilancia un brano che aveva ottenuto già grandi numeri nei mesi precedenti, e Lip Gloss porta Lil Mama direttamente nella top 10 della Billboard Hot 100. Lil Mama partecipa anche agli MTV Music Video Awards 2007, e intervistata sul red carpet parla di se stessa come della genesi del rap-pop, oltre a discutere per la prima volta in pubblico delle sue vicissitudini personali.
Dopo aver pubblicato con scarso successo il singolo G-Side (Tour Bus) nel 2007, Lil Mama ci riprova nel 2008 lanciano il singolo Shawty Get Loose in collaborazione con Chris Brown e T-Pain. Il singolo diventa il suo più grande successo commerciale, permettendole di pubblicare il suo album di debutto VYP (Voice of the Young People). L'album non riesce tuttavia ad andare oltre la numero 25 della classifica statunitense, ed i successivi singoli L.I.F.E, What Is It e Truly In Love non riescono ad entrare nella Billboard Hot 100. Seguono collaborazioni con Vanessa Hudgens (Amazed) e Karina Pasian (Baby Baby), mentre nel 2009 ha la possibilità di duettare virtualmente con Lisa Lopes nell'album-tributo Eye Legacy. Nel 2009 Lil Mama riceve una forte attenzione mediatica dopo essere salita sul palco degli MTV Video Music Awards nel bel mezzo della performance di Jay-Z e Alicia Keys.
Tra 2010 e 2011, Lil Mama pubblica vari singoli (tra cui una collaborazione con Snoop Dogg) e remix ufficiali di brani, non riuscendo tuttavia ad ottenere risultati rilevanti dal punto di vista commerciale. Ciononostante, l'artista lavora comunque ad un secondo album in studio che avrebbe dovuto intitolarsi Voice Of The Young People: I Am That, che viene tuttavia cancellato definitivamente nel 2012 in seguito al fallimento della Jive Records ed al conseguente passaggio dell'artista alla RCA Records. Nel 2012 pubblica il mixtape Fiya House Mixtape Volume 1 New York Edition. Nel 2013 si esibisce durante gli American Music Award in un tributo a Lisa Lopes insieme alle componenti originali della band TLC.
Nel 2015 Lil Mama ritorna in scena con il singolo Sausage, che riesce a diventare virale sulla piattaforma Vine. Successivamente pubblica il suo secondo album Take Me Back in maniera indipendente, rendendolo tuttavia disponibile soltanto per lo streaming; vengono comunque lanciati diversi singoli per la promozione del progetto. Nel 2016 si esibisce durante l'evento musicale Hip-Hop Honors. Nel 2018 pubblica il singolo Shoe Game, accompagnato da un videoclip musicale in cui esegue una performance di danza: non accadeva dal decennio precedente. Seguono nel 2019 i singoli More Love, Woo e Rollin.

### Recitazione
La carriera di Lil Mama come attrice inizia nel 2013, quando interpreta Lisa Lopes nel biopic di VH1 CrazySexyCool: The TLC Story: affiancata da attrici già navigate quali Keke Palmer e Drew Sidora nei ruoli delle altre due componenti delle TLC, Lil Mama ottiene il plauso di pubblico e critica per questo ruolo e riuscirà in tal modo a dare inizio ad una carriera in questo campo. Nel 2017 interpreta l'assassina Falicia Bakey in un biopic prodotto da TV One, When Love Kills: The Falicia Bakey Story. Nel 2019 recita da protagonista nel lfilm indipendente All In, presentato ufficialmente durante l'American Black Film Festival. Attualmente Lil Mama ha due film in pre-produzione: True to The Game 2: Gena's Story e Petey in the Park: The Misunderstanding.

### Televisione
Prima di iniziare a lavorare come attrice, Lil Mama ha già calcato il piccolo schermo nel ruolo di personaggio televisivo. Nel 2005 fa parte del cast del programma The Drop, un ruolo che le permette di ottenere le attenzioni della Jive ed il contratto discografico che la porterà alla fama, tuttavia la sua carriera in questo senso inizierà in maniera più sistematica a partire dal 2008, anno in cui partecipa come giudice al talent show America's Best Dance Crew: un ruolo per il quale sarà confermata anche per le edizioni successive fino al 2012, anno della cancellazione del programma. Sempre nel 2008 conduce FNMTV Presents: A Miley-Sized Surprise... New Year's Eve 2009, mentre nel 2009 appare in numerosi reality show e programmi televisivi di vario tipo tra cui America's Next Top Model. Dopo aver continuato per anni a fare sporadiche apparizioni in talk show e awards show musicali (principalmente BET Awards e Soul Train Music Awards), nel 2017 partecipa al game televisivo Hip-Hop Squares. Nel 2018 Lil Mama partecipa allo show di MTV The Challenge, mentre tra 2018 e 2019 partecipa a due diverse serie del franchise Growing Up Hip-Hop, rispettivamente Growing Up Hip-Hop Atlanta e Growing Up Hip-Hop New York.

## Discografia

### Album studio
- 2008 – VYP: Voice of the Young People
- 2015 – Take Me Back

### Singoli
- 2007 – Lip Gloss
- 2007 – G-Slide (Tour Bus)
- 2008 – Shawty Get Loose (feat. Chris Brown & T-Pain)
- 2008 – L.I.F.E.
- 2008 – What It Is (Strike a Pose)
- 2008 – Truly in Love
- 2010 – Doughboy
- 2010 – Hustler Girs
- 2011 – Scrawberry
- 2011 – NY NY LA LA (feat. Snoop Dogg)
- 2011 – On & On & On
- 2012 – Bad As Me
- 2015 – Sausage
- 2016 – Too Fly
- 2016 – Memes
- 2016 – FOH
- 2016 – West Coast Lover
- 2016 – It Takes Two
- 2016 – Take Back
- 2018 – Shoegame
- 2019 – More Love
- 2019 – Woo
- 2019 – Rollin'

### Collaborazioni
- 2007 – Girlfriend (Remix) (Avril Lavigne feat. Lil Mama)
- 2008 – Amazed (Vanessa Hudgens feat. Lil Mama)
- 2008 – Baby Baby (Karina Pasian feat. Lil Mama)
- 2009 – Block Party (Lisa Lopes feat. Lil Mama)

## Filmografia
- All American – serie TV, episodi 1x05-1x06 (2020)